# Лізбен (Іллінойс)
Лізбен (англ. Lisbon) — селище (англ. village) в США, в окрузі Кендалл штату Іллінойс. Населення — 271 особа (2020).

## Географія
Лізбен розташований за координатами 41°28′44″ пн. ш. 88°27′36″ зх. д. / 41.47889° пн. ш. 88.46000° зх. д. (41.478981, -88.459908).  За даними Бюро перепису населення США в 2010 році селище мало площу 4,51 км², уся площа — суходіл.

## Демографія
Згідно з переписом 2010 року, у селищі мешкало 285 осіб у 105 домогосподарствах у складі 78 родин. Густота населення становила 63 особи/км².  Було 111 помешкання (25/км²).
Расовий склад населення:
| - 97,2 % — білих - 1,8 % — осіб інших рас |

До двох чи більше рас належало 1,1 %. Частка іспаномовних становила 7,0 % від усіх жителів.
За віковим діапазоном населення розподілялося таким чином: 26,7 % — особи молодші 18 років, 58,2 % — особи у віці 18—64 років, 15,1 % — особи у віці 65 років та старші. Медіана віку мешканця становила 38,5 року. На 100 осіб жіночої статі у селищі припадало 109,6 чоловіків;  на 100 жінок у віці від 18 років та старших — 104,9 чоловіків також старших 18 років.
Середній дохід на одне домашнє господарство  становив 61 692 долари США (медіана — 56 250), а середній дохід на одну сім'ю — 61 440 доларів (медіана — 55 893). За межею бідності перебувало 11,3 % осіб, у тому числі 11,3 % дітей у віці до 18 років та 10,3 % осіб у віці 65 років та старших.
Цивільне працевлаштоване населення становило 171 осіб. Основні галузі зайнятості: освіта, охорона здоров'я та соціальна допомога — 24,0 %, виробництво — 11,7 %, сільське господарство, лісництво, риболовля — 10,5 %, будівництво — 9,9 %.